# Hrastovac (żupania bielowarsko-bilogorska)
Hrastovac – wieś w Chorwacji, w żupanii bielowarsko-bilogorskiej, w mieście Garešnica. W 2011 roku liczyła 479 mieszkańców.